# Бунти Ревеки
Бу́нти Реве́ки (англ. Rebecca Riots) — заворушення в Південному Уельсі у 1839 році та масштабніші у 1842 і 1844 роках. Заворушники протестували проти плати за проїзд громадськими дорогами. Загальною причиною бунтів був наступ на село індустріалізації і жорсткий Закон про бідняків (1834), який забороняв будь-яку допомогу біднякам, крім працевлаштування в робітнях. Заворушники виступали зі словами з Книги Буття: «Вони поблагословили Ревеку й сказали до неї: […] нехай нащадки твої внаслідують брами твоїх ворогів». Багато бунтівників переодягалися жінками; кожна ватага мала лідера, якого називали Ревека, а послідовників ватажка — її дочками. Вони руйнували дороги, пропускні пункти й шлагбауми. Заохочені першими успіхами, 1843 року бунтівники порушили інші соціальні проблеми. 1844 року зусиллями військ, поліції і завдяки поправкам до постанов про сплату за користуванням дорогами в Уельсі ситуацію вдалося заспокоїти.